# Megaselia iroquoiana
Megaselia iroquoiana är en tvåvingeart som först beskrevs av Malloch 1912.  Megaselia iroquoiana ingår i släktet Megaselia och familjen puckelflugor. Inga underarter finns listade i Catalogue of Life.